# Fernando González
Fernando Francisco González Ciuffardi (Santiago, 29 de julho de 1980) é um ex-tenista profissional chileno.
Tornou-se profissional em 1999 e venceu onze torneios no circuito ATP em simples, e três em duplas. Foi, também, medalha de bronze (nas simples) e ouro (nas duplas) nas Olimpíadas de Atenas de 2004. Nas Olimpíadas de Pequim, conquistou uma medalha de prata (nas simples). Chegou a ser n.5 do mundo em simples.
Em março de 2012 anunciou sua aposentadoria.

## Grand Slam finais

### Simples: 1 (0–1)
| Resultado | Ano  | Campeonato      | Piso | Oponente      | Placar             |
| --------- | ---- | --------------- | ---- | ------------- | ------------------ |
| Vice      | 2007 | Australian Open | Duro | Roger Federer | 6–7(2–7), 4–6, 4–6 |

## Olimpíadas

### Simples: 2 (1 prata, 1 bronze)
| Resultado | Ano  | Campeonato | Piso | Oponente     | Placar             |
| --------- | ---- | ---------- | ---- | ------------ | ------------------ |
| Bronze    | 2004 | Atenas     | Duro | Taylor Dent  | 6–4, 2–6, 16–14    |
| Prata     | 2008 | Beijing    | Duro | Rafael Nadal | 3–6, 6–7(2–7), 3–6 |

### Duplas: 1 (1 ouro)
| Resultado | Ano  | Campeonato | Piso | Parceiro      | Oponentes                       | Placar                       |
| --------- | ---- | ---------- | ---- | ------------- | ------------------------------- | ---------------------------- |
| Ouro      | 2004 | Atenas     | Duro | Nicolás Massú | Nicolas Kiefer Rainer Schüttler | 6–2, 4–6, 3–6, 7–6(9–7), 6–4 |

## Masters Series finais

### Simples: 2 (0–2)
| Resultado | Ano  | Campeonato | Piso     | Oponente      | Placar        |
| --------- | ---- | ---------- | -------- | ------------- | ------------- |
| Vice      | 2006 | Madrid     | Duro (i) | Roger Federer | 5–7, 1–6, 0–6 |
| Vice      | 2007 | Roma       | Saibro   | Rafael Nadal  | 2–6, 2–6      |